# SBS 대행진
《SBS 대행진》은 SBS 러브FM에서 토요일 낮 12시, 일요일 낮 12시 5분에 방송되었던 SBS 러브FM의 주말 시사 프로그램이다.

## 방송 시간
| 방송 채널  | 방송 기간                         | 방송 시간                                                                   |
| ---------- | --------------------------------- | --------------------------------------------------------------------------- |
| SBS 러브FM | 1998년 10월 11일 ~ 1999년 1월 3일 | 토요일 낮 12시 ~ 밤 10시 (10시간) 일요일 낮 12시 5분 ~ 밤 10시 (9시간 55분) |

## 진행자
- 정홍택 前 한국영상자료원 이사장 (남)
- 박무일 시사평론가 (남)
- 김찬식 前 시사평론가 (남)

| SBS 러브FM 토요일 프로그램 |                    |                         |
| 이전                       | SBS 대행진 1부     | 다음                    |
| SBS 낮 종합뉴스            | SBS 대행진 1부     | SBS 뉴스                |
| 오전 11시 40분 ~ 낮 12시   | 낮 12시 ~ 오후 1시 | 오후 1시 ~ 오후 1시 5분 |
|                            |                    |                         |

| SBS 러브FM 일요일 프로그램 |                        |                         |
| 이전                       | SBS 대행진 1부         | 다음                    |
| SBS 뉴스                   | SBS 대행진 1부         | SBS 뉴스                |
| 낮 12시 ~ 낮 12시 5분      | 낮 12시 5분 ~ 오후 1시 | 오후 1시 ~ 오후 1시 5분 |
|                            |                        |                         |

| SBS 러브FM 주말 프로그램 |                         |                         |
| 이전                     | SBS 대행진 2부          | 다음                    |
| SBS 뉴스                 | SBS 대행진 2부          | SBS 뉴스                |
| 오후 1시 ~ 오후 1시 5분  | 오후 1시 5분 ~ 오후 2시 | 오후 2시 ~ 오후 2시 5분 |
|                          |                         |                         |

| SBS 러브FM 주말 프로그램 |                         |                         |
| 이전                     | SBS 대행진 3부          | 다음                    |
| SBS 뉴스                 | SBS 대행진 3부          | SBS 뉴스                |
| 오후 2시 ~ 오후 2시 5분  | 오후 2시 5분 ~ 오후 3시 | 오후 3시 ~ 오후 3시 5분 |
|                          |                         |                         |

| SBS 러브FM 주말 프로그램 |                         |                         |
| 이전                     | SBS 대행진 4부          | 다음                    |
| SBS 뉴스                 | SBS 대행진 4부          | SBS 뉴스                |
| 오후 3시 ~ 오후 3시 5분  | 오후 3시 5분 ~ 오후 4시 | 오후 4시 ~ 오후 4시 5분 |
|                          |                         |                         |

| SBS 러브FM 주말 프로그램 |                         |                         |
| 이전                     | SBS 대행진 5부          | 다음                    |
| SBS 뉴스                 | SBS 대행진 5부          | SBS 뉴스                |
| 오후 4시 ~ 오후 4시 5분  | 오후 4시 5분 ~ 오후 5시 | 오후 5시 ~ 오후 5시 5분 |
|                          |                         |                         |

| SBS 러브FM 주말 프로그램 |                         |                         |
| 이전                     | SBS 대행진 6부          | 다음                    |
| SBS 뉴스                 | SBS 대행진 6부          | SBS 뉴스                |
| 오후 5시 ~ 오후 5시 5분  | 오후 5시 5분 ~ 저녁 6시 | 저녁 6시 ~ 저녁 6시 5분 |
|                          |                         |                         |

| SBS 러브FM 주말 프로그램 |                         |                         |
| 이전                     | SBS 대행진 7부          | 다음                    |
| SBS 뉴스                 | SBS 대행진 7부          | SBS 뉴스                |
| 저녁 6시 ~ 저녁 6시 5분  | 저녁 6시 5분 ~ 저녁 7시 | 저녁 7시 ~ 저녁 7시 5분 |
|                          |                         |                         |

| SBS 러브FM 주말 프로그램 |                         |                          |
| 이전                     | SBS 대행진 8부          | 다음                     |
| SBS 뉴스                 | SBS 대행진 8부          | SBS 8 뉴스               |
| 저녁 7시 ~ 저녁 7시 5분  | 저녁 7시 5분 ~ 저녁 8시 | 저녁 8시 ~ 저녁 8시 30분 |
|                          |                         |                          |

| SBS 러브FM 주말 프로그램 |                        |                     |
| 이전                     | SBS 대행진 9부         | 다음                |
| SBS 8 뉴스               | SBS 대행진 9부         | SBS 뉴스            |
| 저녁 8시 ~ 저녁 8시 30분 | 저녁 8시 30분 ~ 밤 9시 | 밤 9시 ~ 밤 9시 5분 |
|                          |                        |                     |

| SBS 러브FM 주말 프로그램 |                      |                       |
| 이전                     | SBS 대행진 10부      | 다음                  |
| SBS 뉴스                 | SBS 대행진 10부      | SBS 뉴스              |
| 밤 9시 ~ 밤 9시 5분      | 밤 9시 5분 ~ 밤 10시 | 밤 10시 ~ 밤 10시 5분 |
|                          |                      |                       |